# Valea Călugărească
Valea Călugărească est une commune roumaine du județ de Prahova, dans la région historique de Valachie et dans la région de développement du Sud.

## Géographie
La commune de Valea Călugărească est située dans le centre du județ, sur la rive droite de la rivière Teleajen, dans la plaine valaque, à 13 km à l'est de Ploiești, le chef-lieu du județ.
Elle est composée des quinze localités suivantes (population en 2002) :
- Arva (563) ;
- Coslegi (673) ;
- Dârvari (586) ;
- Pantazi (1 221) ;
- Rachieri (1 199) ;
- Radila (328) ;
- Schiau ;
- Valea Călugărească (2 742), siège de la municipalité ;
- Valea Largă (747) ;
- Valea Mantei (322) ;
- Valea Nicovanu ;
- Valea Poienii (382) ;
- Valea Popii (876) ;
- Valea Ursoii (419) ;
- Vârfurile (91).

## Histoire
La première mention écrite de la commune date de 1429.

## Politique
Le Conseil local de Valea Călugărească compte 17 sièges de conseillers. À l'issue des élections locales de juin 2008, Vasilică Neacșu (PSD) a été élu maire de la commune.
| Parti                                                | Nombre de conseillers |
| ---------------------------------------------------- | --------------------- |
| Parti national libéral (PNL)                         | 5                     |
| Parti social-démocrate (PSD)                         | 5                     |
| Parti démocrate-libéral (PD-L)                       | 3                     |
| Parti de la Nouvelle Génération - Chrétien-démocrate | 2                     |
| Parti national démocrate-chrétien                    | 1                     |
| Parti de la Grande Roumanie (PRM)                    | 1                     |

## Religions
En 2002, la composition religieuse de la commune était la suivante :
- Chrétiens orthodoxes, 99,06 % ;
- Pentecôtistes, 0,43 %.

## Démographie
En 2002, la commune comptait 10 490 Roumains (99,42 %) et 47 Tsiganes (0,44 %).
| 2002   | 2007   |
| ------ | ------ |
| 10 551 | 10 467 |

## Éducation
La commune possède 7 écoles maternelles, 6 écoles primaires-collèges, 1 lycée avec un total de 1 982 élèves.

## Économie
L'économie de la commune repose sur l'agriculture et la viticulture. Un important combinat chimique était implanté mais il a fermé ses portes après la libéralisation des années 1990.

## Communications

### Routes
Valea Călugărească est située sur la route nationale DN1B Ploiești-Buzău et Ploiești-Urziceni.

### Voies ferrées
Valea Călugărească est desservie par ligne des chemins de fer roumains 500 (Căile Ferate Române) Ploiești-Buzău.